# 미국 연합장로교회
미국 연합장로교회(United Presbyterian Church in the United States of America, UPCUSA)는 미국 북장로교회와 북미 연합장로교회(United Presbyterian Church of North America ,UPCNA) 가 통합된 교단이다. 1983년 미국장로교로 통합되었다.